# Klimontów (powiat jędrzejowski)
Klimontów – wieś sołecka w Polsce położona w województwie świętokrzyskim, w powiecie jędrzejowskim, w gminie Sędziszów.
W latach 1975–1998 miejscowość należała administracyjnie do województwa kieleckiego.

## Części miejscowości
| SIMC    | Nazwa   | Rodzaj     |
| ------- | ------- | ---------- |
| 0267016 | Laskowa | osada      |
| 0267022 | Lipie   | część wsi  |
| 0993248 | Torfie  | przysiółek |

## Historia
Wieś historycznie położona w dawnym powiecie księskim. W wieku XIV siedziba rodowa szlachty pieczętującej się herbem Lis, jeden z nich, Andrzej był kasztelanem żarnowskim w roku 1363. W wieku XV  dziedziczył na Klimontowie Mikołaj Gryf Dębicki. W końcu XV wieku i w początkach XVI posesorami są tu Czarneccy herbu Lis. Czarneccy są w posiadaniu wsi do połowy XVII wieku, po czym przechodzi ona do rąk Trzemeskich, a następnie Rybińskich. W roku 1875 dobra Klimontów trafiają drogą sprzedaży do rąk Katarzyny hrabiny Potockiej, a przed parcelacją która miała miejsce w początkach XX wieku były własnością Stanisława Żelazowskiego.